# News Corporation
A News Corporation, muitas vezes abreviado para News Corp, foi um grupo de comunicação social norte-americano. No ano de 2011, era o segundo maior grupo de mídia, em termos de receitas, e o terceiro maior no setor de entretenimento em 2009.
É o segundo maior conglomerado de mídia do mundo, atrás apenas da Walt Disney Company e e seguida pela WarnerMedia.  Seu CEO é Rupert Murdoch, que fundou  a News Corp em 1979, na Austrália.
A News Corporation é uma empresa de capital aberto listadas na Bolsa de Valores de Nova York, com anúncios no Australian Securities Exchange e Bolsa de Valores de Londres. Anteriormente incorporada na Austrália, a empresa foi reincorporado após a maioria dos acionistas aprovarem a medida em 12 de novembro de 2004.
Em 28 de junho de 2012, Rupert Murdoch anunciou que, em resposta às preocupações de acionistas em relação a recentes  escândalos  (envolvendo o tabloide News of the World, de propriedade do grupo), os ativos da News Corporation seriam divididos em duas empresas de capital aberto: uma  para veículos de comunicação, e a outra para a área editorial. A divisão  foi formalizada em 28 de junho de 2013, quando a News Corp. foi renomeada 21st Century Fox, agrupando principalmente os veículos de comunicação, enquanto uma nova News Corp foi formada para assumir a área editorial e os ativos da área de radiodifusão australiana.

## História
A News Corp foi fundada em 1980 por Rupert Murdoch como uma holding da News Limited. Este último foi criado pelo magnata mesmo de bens herdados após a morte de seu pai, Sir Keith Murdoch e subsequente expansão da empresa. O principal ativo foi obtido o controle de Adelaide News.
Em 1986 e 1987, a News Corp (através de sua subsidiária News International) mudou-se para tentar ajustar o processo de produção de seus jornais britânicos, sobre o qual os sindicatos na impressão havia prendido por muito tempo as atitudes negativas. Vários magnatas da grande mídia australiana acabou trabalhando para Murdoch, como John Dux, que liderou o South China Morning Post. Este levou a concentração com os sindicatos de imprensa britânicos NGA e SOGAT. Finalmente a transferência da sede em Londres da News International em Wapping terminou em batalhas noturnas fora da nova planta. Vans de entrega foram frequêntemente atacados de maneira violenta embora finalmente os sindicatos impressos acabaram capitulando.

### Entrada nos Estados Unidos
A News Corp tinha conseguido sua primeira aquisição nos Estados Unidos em 1973 com a compra do San Antonio Express-News ainda designado como News Limited. Pouco depois da compra, a empresa fundou a National Star, um jornal sensacionalista, e em 1976 adquiriu o New York Post. Em 1981, a News Corp comprou metade dos estúdios de cinema 20th Century Fox, adquirindo a outra metade em 1984. Em 1985, a News Corp anunciou planos para comprar o conjunto de emissoras de televisão Metromedia, assumindo assim o primeiro passo para o lançamento futuro do quarto canal de televisão nacional dos Estados Unidos. Em 4 de setembro do mesmo ano, Murdoch conseguiu obter a cidadania dos EUA através da exigência legal de que apenas cidadãos dos EUA pode possuir estações de televisão norte-americana. Finalmente, em 1986, parou de emitir a Metromedia sendo substituída pela rede Fox para a nova companhia de propriedade da Fox Broadcasting Company. Este canal pode ser visto atualmente por mais de 96% dos americanos com televisão.

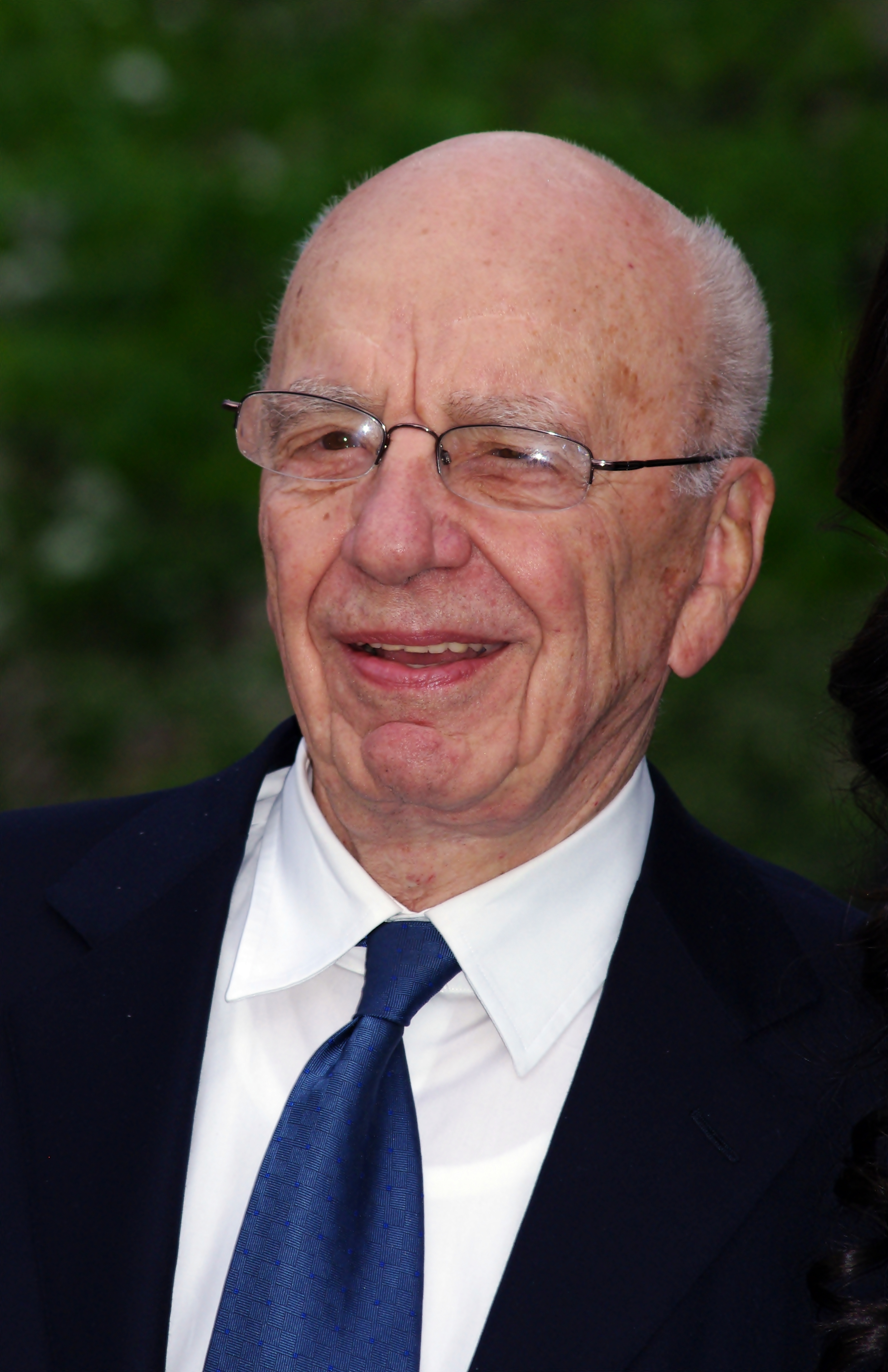
Rupert Murdoch fundador da News Corp em New York, 2011.

Em 1987, a News Corp adquiriu a The Herald and Weekly Times Ltd. na Austrália, curiosamente, a empresa já havia sido controlada uma vez pelo pai de Rupert Murdoch. Em 1992, a News Corp tinha dívidas enormes e, como resultado, foi forçado a vender muitas publicações americanas que havia adquirido no meio dos anos oitenta. Em grande medida, essas dívidas são decorrentes de sua participação na televisão digital Sky plataforma do Reino Unido, ele enfrentou muitas perdas durante os primeiros anos de funcionamento. Essas perdas tiveram de ser corrigidas com os lucros de empresas pertencentes à Sky Television (entre eles News Corp) até que ele poderia forçar o operadora de televisão por satélite (British Satellite Broadcasting) a aceitar uma fusão em 1990. A empresa resultante foi British Sky Broadcasting, que tem dominado o mercado de TV por assinatura no Reino Unido desde então. Em 1995, a Fox começou a ser investigados pela Federal Communications Commission (FCC na sua sigla em Inglês), quando foi alegado que sua base na Austrália fez associação ilegal com Murdoch. A FCC entretanto, se declarou a favor do empresário. Também havia anunciado que as emissoras de televisão era pertencente a uma empresa diferente cujo principal accionista era o cidadão e estado-unidenste Murdoch. Nesse mesmo ano, a News Corp anunciou um acordo com a MCI Communications para desenvolver um portal internet para grandes notícias e a criação de uma revista sobre notícias dominical como politicamente conservador, o The Weekly Standard. Também neste mesmo ano, a empresa lançou FOXTEL, um sistema de televisão paga na Austrália, em conjunto com a Telstra e a Publishing and Broadcasting Limited.
Em 1996, a Fox criou o Fox News, um canal de televisão 24 horas de notícias a cabo para competir com o Ted Turner do canal CNN.
Em 1999, o grupo empresarial expandiu significativamente seus interesses na indústria da música australiana graças a sua compra do controle da gravadora Michael Gudinski's Mushroom Records. Mais tarde esta empresa se fundiu com a Festival Records para criar o Festival Mushroom Records (FMR).
Em 2007, a News Corporation chegou a um acordo para comprar a editora Dow Jones & Company, os editores do The Wall Street Journal estimam um preço estimado de 5,6 bilhões de dólares. Em 15 de outubro deste ano, foi criada a partir do canal Fox News um canal de informações econômicas e ações chamado Fox Business.
Em fevereiro de 2011 a empresa lançou The Daily, o primeiro jornal concebido exclusivamente para o iPad.

## Governo corporativo
A gestão da empresa consiste em 17 pessoas;
- Rupert Murdoch
- José María Aznar
- Natalie Bancroft
- Peter Barnes
- Chase Carey
- Kenneth E. Cowley
- David F. DeVoe
- Viet Dinh
- William Barrett-Foor
- Rod Eddington
- Andrew S. B. Knight
- James Murdoch
- Lachlan Murdoch
- Elisabeth Murdoch
- Thomas J. Perkins
- Arthur M. Siskind
- John L. Thornton
- Stanley S. Shuman

## Subsidiárias (até 2013)
A News Corporation é dona da 20th Century Fox (cinema), da 20th Century Fox Television (televisão), da Fox Interactive (jogos), da Fox News Channel (canal a cabo), da Fox Life e Fox Kids (canais pagos), da Fox Broadcasting Company (emissora), da Fox International Channels e do New York Post (jornal), da Dow Jones & Company (editora), é também sócia da The Wall Street Journal, e da Sky News junto à British Sky Broadcasting antes de sua divisão formal em 28 de junho de 2013. Todos os meios e ativos de transmissão, exceto os ativos de mídia de propriedade da News Limited, agora pertencem ao 21st Century Fox, seu sucessor legal. Enquanto isso, jornais e outros ativos de publicação, incluindo ativos de mídia sob News Limited, foram divulgados como uma nova News Corp.

### Livros
- HarperCollins
  - HarperCollins India (40%) joint venture com India Today Group
- Zondervan
  - Inspirio

### Jornais
- Publicados por News Limited.
  - The Australian
  - Community Media Group
  - Cumberland-Courier Newspapers
  - The Courier-Mail
  - The Sunday Mail
  - The Cairns Post
  - The Gold Coast Bulletin
  - The Townsville Bulletin
  - The Daily Telegraph
  - The Sunday Telegraph
  - Herald Sun
  - Sunday Herald Sun
  - The Weekly Times
  - Leader Newspapers
  - MX[desambiguação necessária]
  - The Geelong Advertiser
  - The Advertiser
  - The Sunday Mail
  - Messenger Newspapers
  - The Sunday Times
  - The Mercury
  - Quest Newspapers
  - The Sunday Tasmanian
  - Northern Territory News
  - The Sunday Territorian
  - The Tablelands Advertiser
- Fiji
  - Fiji Times (10%)
  - Nai Lalakai (10%)
  - Shanti Dut (10%)
- Nova Guiné
  - Papua New Guinea Post-Courier (62.5%)
- Reino Unidos e Irlanda pela subsidiária News International Ltd.
  - News Group Newspapers Ltd.
    - The Sun
    - News of the World

  - Times Newspapers Ltd.
    - The Sunday Times
    - The Times
    - The Times Literary Supplement
- Jornais e Revistas dos Estados Unidos
  - The Daily
  - The New York Post
    - Community Newspaper Group
      - The Brooklyn Paper
      - Bronx Times-Reporter
      - Brooklyn Courier-Life
      - TimesLedger Newspapers

  - Dow Jones & Company
    - Consumer Media Group
      - The Wall Street Journal
      - Wall Street Journal Europe
      - Wall Street Journal Asia
      - Barron's
      - Marketwatch
      - Far Eastern Economic Review

    - Enterprise Media Group
      - Dow Jones Newswires
      - Factiva
      - Dow Jones Indexes
      - Dow Jones Financial Information Services
      - Betten Financial News

    - Local Media Group
      - Ottaway Community Newspapers

    - STOXX (33%) - (joint venture com Deutsche Boerse e SWG Group para a distribuição de índices do Dow Jones STOXX).
    - Vedomosti (33%) (joint venture com Financial Times e Independent Media).
    - SmartMoney

  - The Timesledger:
    - Bayside Times, Whitestone Times, Flushing Times, Little Neck Ledger, Jamaica Times, Astoria Times, Forest Hills Ledger

  - The Courier-Life
  - The Brooklyn Paper
  - Caribbean Life
  - Times-Herald Record
  - The Leader

### Revista
- Estados Unidos
  - SmartSource Magazine
- Austrália
  - Alpha Magazine
  - Australian Country Style
  - Australian Golf Digest
  - Australian Good Taste
  - Big League
  - BCME
  - Delicious
  - Donna Hay
  - Fast Fours
  - GQ
  - Gardening Australia
  - InsideOut
  - Lifestyle Pools
  - Live to Ride
  - Notebook
  - Overlander 4WD
  - Modern Boating
  - Modern Fishing
  - Parents
  - Pure Health
  - Super Food Ideas
  - Truck Australia
  - Truckin' Life
  - twowheels
  - twowheels scooter
  - Vogue
  - Vogue Entertaining & Travel
  - Vogue Living
- Inside Out[desambiguação necessária]

### Música e rádio
- Fox Film Music Group
- Russia
  - Nashe (50%)
  - Best FM (50%)
- Fox News Radio

### Esporte
- 50% do National Rugby League
- Participação maioritária of the Brisbane Broncos (68.9%) e prioridade no Melbourne Storm e na equipe rugby league.
- Colorado Rockies (15%)

### Estúdios
- Fox Filmed Entertainment: 20th Century Fox's matrizes
- 20th Century Fox
  - Fox Searchlight Pictures
  - Fox 2000 Pictures
- 20th Century Fox Television
  - 20th Television
  - Fox 21
  - Fox Television Studios (produções)
    - Fox Television Studios International
    - Fox World Productions
    - Fox World Australia
    - Fox TV Studios France
    - Fox TV Studios India

  - Natural History New Zealand
- Fox Studios Australia
- Blue Sky Studios
- Fox Entertainment Group
- New Regency Productions (20%)
- Regency Enterprises (20%) – matriz de New Regency Productions (50%).
- BSkyB Studios Londres, Englaterra
- FOX Star Studios Nova Delhi, Índia

### Televisão
A News Corp concordou em vender oito de suas estações de televisão para Oak Hill Capital Partners por aproximadamente $ 1.1 bilhões, em 22 de dezembro de 2007.

#### Distribuição
- Fox Broadcasting Company (Fox), a US broadcast television network
- MyNetworkTV
- Fox Television Stations Group
- Saeta TV Channel 10
- ITV plc (7.5%)
- News Corp Europe
  - bTV
  - B1 TV (12,5%)
  - Fox Televizija
  - Fox Turkey
  - Imedi Media Holding (100%)
    - Imedi Television
    - Radio Imedi

  - Israel 10 (9%)
  - LNT (100%)
  - TV5 Riga (100%)
  - Cielo (100%)
- ANTV (20%), a private television station in Indonesia, under the administration and label of STAR TV

#### Televisão via satélite
- British Sky Broadcasting, (39.1% holding).
- Sky Network Television, (44%)
- Sky Italia (100%)
- Sky Deutschland (49.90%)
- Tata Sky (20%)
- Foxtel (25%)
- FOX Italy
- STAR TV
- Phoenix Television (17.6%)

#### Canais pagos
- Fox Business Network
- Fox Classics
- Fox Movie Channel
- Fox News Channel
- Fox Sports Net
  - SportSouth
  - Sun Sports
- Fox College Sports
  - Fox Soccer Channel
  - Fox Soccer Plus
  - Fox Pan American Sports (37.9%)
    - Fox Sports en Español (50%)
    - Fox Sports en Latinoamérica
- FX Networks
- Speed Channel
- Big Ten Network (49%)
- National Geographic Channel (joint venture com National Geographic Society) 67%
- National Geographic Channel International 75%
- Nat Geo Mundo (joint venture com National Geographic Society)
- Nat Geo WILD (joint venture com National Geographic Society)
- Fox International Channels
  - Fox
  - Fox Life
  - Fox Life HD
  - Fox Crime
  - FX
  - Fox Horror
  - Fox Movies
  - Fox Sports
  - Speed Channel
  - National Geographic Channel
  - National Geographic Channel HD
  - National Geographic Wild
  - National Geographic Adventure
  - National Geographic Music
  - National Geographic Junior
  - Cult
  - Next:HD
  - Voyage
  - Real Estate TV
  - Baby TV
  - Fox Toma 1 – Spanish-language television production.
  - Fox Telecolombia – Spanish-language television production. (51%)
  - Utarget.Fox – European and Latin American online ad company, plus now handles TV ad sales.
- Middle & South America
  - Fox Latin American Channels – canais em 17 países da América Latina
    - National Geographic Channel
    - National Geographic Channel HD
    - National Geographic Wild
    - Nat Geo Music
    - Universal Channel
    - Universal HD
    - Fox Channel
    - Fox HD
    - FX
    - Fox Life
    - Syfy
    - Fox Sports
    - Speed Channel
    - Baby TV
    - Utilisima
    - Fox One-Stop Media – vendas de publicidade para os canais de empresa de propriedade e de terceiros na América Latina

  - LAPTV (60%) opera oito canais a cabo de cinema na América do Sul, excluindo o Brasil.
  - Rede Telecine (12.5%) opera cinco canais a cabo de filmes no Brasil.
- Austrália
  - Premier Media Group (50%)
    - Fox Sports 1
    - Fox Sports 2
    - Fox Sports 3
    - SPEED
    - FoxSportsNews
    - Fuel TV Australia

  - Premium Movie Partnership (20%)

Plataformas
- India
  - Hathway Cable & Datacom (22.2%)
- Taiwan
  - Total TV (20%)

### Internet
- Fox Interactive Media
  - Foxsports.com
  - Hulu (27%)
  - Flektor
  - IGN Entertainment
  - Giga.de
  - Slingshot Labs
  - Strategic Data Corp
  - Scout.com
  - WhatIfSports.com
- Indya.com
- ROO Group Inc (5% aumentando para 10%, com metas de desempenho)
- News Digital Media
  - News.com.au
    - News Lab

  - CareerOne.com.au(50%)
  - Carsguide.com.au
  - in2mobi.com.au
  - TrueLocal.com.au
  - Moshtix.com.au
  - Learning Seat
  - Wego
  - Netus (75%)
- REA Group (60.7%)
  - Realestate.com.au
  - Casa.it(69.4%)
  - atHome group
    - Altowin (51%)

  - Propertyfinder.com(50%)
    - ukpropertyshop.co.uk

  - PropertyLook
  - Beiteck.com
  - HomeSite.com.au
  - Square Foot Limited
    - Primedia
- TadpoleNet Media(10%)
- Nova Zelândia
  - Fatso
  - Fox Networks
  - Expedient InfoMedia

### Outros ativos
- NDS Group (49%)
  - SiVenture
  - Jungo
  - CastUP
- Broadsystem Ltd
- Broadsystem Australia
- Broadsystem Ventures
- Jamba!
- News Outdoor Group
  - Maximedia Israel (67%)
  - Mosgorreklama (50%)
  - Kamera Acikhava Reklamclik
- Australian Associated Press (45%)
- STATS, Inc. (50%)
- Fox Sports Grill (50%)
- Fox Sports Skybox (70%)
- News America Marketing (US) – (100%)
- Rotana (9%)
- The Daily[11]

## Localização
A sede da News Corporation é em 1211 Avenue of the Americas (Sixth Avenue.), na cidade de Nova Iorque, no Rockfeller Center. A receita para o ano fiscal encerrado em 30 de junho de 2008 foi de 32,996 bilhões de dólares, com um lucro operacional de 5,381 bilhões de dólares.
Em 16 de janeiro de 2009, o Government Accountability Office informou que a News Corp tem 152 filiais.